# Château-Richer
Château-Richer è un comune del Canada, situato nella provincia del Québec, nella regione di Capitale-Nationale.